# إيهاب حسني
إيهاب حسني، كاتب ومحامي مصري من مواليد 1966. صدر له العديد من قصص الأطفال ومجموعات قصصية وروايات منها رواية «الدرس الأخير» التي حازت على جائزة كتارا للرواية العربية عن فئة روايات الفتيان في عام 2019.

## السيرة المهنية
إيهاب حسني، كاتب ومحامي ولد في مدينة القاهرة، مصر بتاريخ 4 يوليو 1966. تخرج في جامعة القاهرة وحصل على درجة البكالوريوس في الحقوق عام 1989. ثم درس في المعهد العالي للفنون المسرحية بأكاديمية الفنون الداراما لمدة عامين. شغل حسني مناصب عديدة منها مساعدا لرئيس المركز القومي للإبداع في عام 1992، ومساعدا لرئيس المركز القومي للمسرح والموسيقى والفنون الشعبية، وسكرتيرا لتحرير مجلة تراث الموسيقى، ومنصب المستشار القانوني لاتحاد كتاب مصر وجمعية الأدباء المصريين.ونائبا لرئيس تحرير جريدة «الحقائق» في عام 2006. ويقيم حاليا في الممكلة العربية السعودية ويعمل مستشارا قانونيا.  كما أن حسني عضو اتحاد الكتاب المصريين والكتاب العرب، وعضو نقابة المحامين المصريين والعربية، وعضو الجمعية المصرية للقانون الدولي. وبدأ مسيرته الأدبية في عام 1995 حيث نشر أول مجموعة قصصية له بعنوان «لعبة الصمت» الصادرة عن الهيئة المصرية العامة للكتاب. كما أنه ألّف ثلاث مسرحيات منها مسرحية «الناسوت» الحائزة على جائزة الدكتورة سعاد الصباح عام 1992، ومسرحية «الجعران» الفائزة بجائزة الشارقة للتأليف المسرحي عام 2005. له عدة إصدارات في كتب الأطفال وكتب علمية منها كتاب «دماء في قصر الحمراء – قصد أهم وثيقة في تاريخ العرب في إسبانيا». وفي عام 2019، نال حسني على جائزة كتارا للرواية العربية عن روايته «الدرس الأخير» عن فئة رواية الفتيان.

## المؤلفات

### كتب الأطفال
- قط محظوظ (حرف الظاء)، مناهج العالمية، 2010
- رامي والكرة (حرف الياء)، مناهج العالمية، 2010
- رامي والكرة (حرف الياء)، مناهج العالمية، 2010
- الواق واق (حرف الواو)، مناهج العالمية، 2010
- مغامرة في معرض الصور، مناهج العالمية، 2010

### روايات ومجموعات قصصية
- لعبة الصمت، الهيئة المصرية العامة للكتاب، 1995 (مجموعة قصصية)
- السرداب، دار الامين للنشر والتوزيع، 1998
- الدرس الأخير، 2019

### مسرحيات
- الناسوت، 1998
- الجعران، اتحاد كتاب مصر، 2007
- المنتظر، مركز الكتاب للنشر، 2016

### كتب علمية
- مقاصد العقوبة في الإسلام – دراسة مقارنة بمقاصد العقوبة في القوانين الوضعية، مركز الكتاب للنشر، 2006
- جريمة في قصر البالون.. ماذا حدث في قصر مؤسس، مكتبة الدار العربية للكتاب، 2010
- دماء في قصر الحمراء – قصد أهم وثيقة في تاريخ العرب في إسبانيا، مكتبة الدار العربية للكتاب، 2010

## الجوائز والتكريمات
- نال على جائزة سعاد الصباح في التأليف المسرحي عن مسرحيته «الناسوت» عام 1992
- فاز بجائزة السفارة المصرية بالرياض عن قصته القصيرة «المرفأ الأخير» عام 1996
- فاز بجائزة الشارقة للتأليف المسرحي عن مسرحيته «الجعران» عام 2005
- حاز على جائزة كتارا للرواية العربية عن روايته «الدرس الأخير» عام 2019